# Еремич, Александр Порфирьевич
Александр Порфирьевич Еремич (31 июля 1876, Минская губерния — 25 апреля 1920, Благовещенск) — российский врач, хирург, доктор медицины; один из пионеров внутривенной анестезии.

## Биография
Родился в православной семье, потомственный почётный гражданин. Рано осиротел, воспитывался у тёток.
В 1896 году, окончив Калишскую классическую гимназию, поступил на естественное отделение физико-математического факультета Петербургского университета. В 1899 году перевёлся на медицинский факультет Московского университета; в период обучения (1900—1903) на каникулах исполнял обязанности фельдшера в Николаевской земской больнице (Самарская губерния) и в Саратовской губернской земской больнице.
В 1903 году перевёлся на 5 курс Императорской Военно-медицинской академии (Петербург). В период учёбы с января по август 1904 был младшим врачом при 4-м подвижном лазарете Красного Креста на русско-японской войне. С сентября 1904 по июнь 1905 года работал ординатором в госпитальной хирургической клинике профессора С. П. Фёдорова (Петербург). Сдав экзамены в академии, в январе 1906 года был удостоен звания «лекарь с отличием».
В 1906—1907 годы заведовал 80-коечной больницей в Бодайбо.
С июня 1907 по май 1910 года работал ординатором в клинике профессора С. П. Фёдорова, где изучал внутривенный гедоналовый наркоз. Одновременно в 1908 году прослушал курс практической бактериологии в Институте экспериментальной медицины; летом 1908 работал врачом на строительстве Волго-Бугульминской железной дороги.
С июня по октябрь 1910 года заведовал отрядом по борьбе с чумой и холерой в Виленском округе путей сообщения и в пос. Унитском (Уральская область).
В 1911—1918 годы работал главным врачом Еленинской больницы Елисееых для женщин, страдающих злокачественными опухолями (Санкт-Петербург). Стажировался в Берлинском раковом институте (1911), выезжал за границу для закупки материалов и оборудования для Еленинской больницы (1912). Одновременно в 1912—1917 годы по поручениям лейб-хирурга императорского двора профессора С. П. Фёдорова в его отсутствие лечил царскую семью. В 1914 году участвовал в организации и работе 1-го съезда российских хирургов по борьбе с раковыми заболеваниями. В 1914—1918 годы заведовал также отделениями в Госпитале Красного креста при Политехническом институте (с 1.9.1917 — главный врач госпиталя). В 1916 году заведовал передовым отрядом Красного Креста Государственной Думы на Юго-западном фронте при 9-й армии генерала П. А. Лечицкого; находился при 13-м корпусе во время продвижения его от Коломны до Станислава.
В марте 1918 года Еленинская больница была закрыта; из-за голода в Петрограде А. П. Еремич с семьёй выехал на Дальний Восток. С июня по октябрь 1918 года работал хирургом в Центральной железнодорожной больнице КВЖД (Харбин), с 4 октября 1918 — главным врачом и хирургом городской больницы Благовещенска.
Умер от воспаления лёгких, похоронен на Вознесенском кладбище Благовещенска; могила не сохранилась. Могила первооткрывателя русского внутривенного наркоза на Вознесенском кладбище в Благовещенске. Этим летом энтузиасты смогли обнаружить и идентифицировать несколько надгробий.
⠀
Среди находок — могила Александра Еремича, главного врача городской больницы, одного из пионеров внутривенной анестезии, доктора медицины, лечившего царскую семью. Александр Порфирьевич скончался 25 (12) апреля 1920 года в возрасте 43 лет от воспаления легких. Для приметности ограду выкрасили в красный цвет.
⠀
▪️.

### Семья
Жена (с 1906) — Ангелина Павловна Васюкович.
Дети:
- Клавдия (28.7.1907 — 1996)
- Павел (24.6.1909 — 1976)
- Надежда (24.6.1909 — 1983)
- Анна (1913—1996).

## Научная деятельность
В 1908—1909 годы в фармакологической лаборатории изучил на крупных собаках влияние гедонала на ЦНС, кровообращение, дыхание. Установил необходимую, минимально достаточную концентрацию раствора гедонала, объёмную скорость введения раствора гедонала; установил возможность тромбообразования при прямом действии гедонала на сосудистую стенку, поэтому предложил вводить препарат не к сердцу, а в периферический конец обнаженной вены; отработал методику внутривенной анестезии гедоналом вначале на животных, затем — в клинике.
Первую внутривенную гедоналовую анестезию выполнил 7 декабря 1909 года при удалении стопы 57-летнему мужчине по поводу злокачественного поражения стопы. Операция, выполненная профессором С. П. Фёдоровым, длилась 13 минут, анестезия — 43 минуты. Это была первая в мире анестезия, выполненная препаратом для внутривенного введения, предварительно хорошо изученным в эксперименте. В последующем выполнил 64 успешные анестезии гедоналом (из них наиболее травматичная операция — экстирпация прямой кишки — продолжалась 2 часа 50 минут), вёл этих больных в послеоперационном периоде. На основании полученных результатов 15 мая 1910 года защитил докторскую диссертацию «О внутривенном гедоналовом наркозе».
Гедоналовый наркоз просуществовал до 1926 года в России и в Англии, до появления нового препарата — авертина. Принципы проведения внутривенного наркоза, установленные А. П. Еремичем, сохранились и при появлении новых препаратов для внутривенного наркоза.

### Избранные труды
- Еремич А. П. О внутривенном гедоналовом наркозе (Экспериментальное и клиническое исследование): дис. … д-ра медицины. — СПб., 1910. — 127 с.
- Еремич А. П. Об общей анестезии гедоналом // IX съезд российских хирургов: сб. тез. — М., 1910. — С. 280.

## Память
В Военно-медицинской академии 13 декабря 2014 года на средства сотрудников кафедры анестезиологии и реаниматологии открыта мемориальная доска Александру Порфирьевичу Еремичу (создана в Художественно-промышленной академии под руководством профессора народного художника России А. Г. Дема).